# Strong Love Affair
Strong Love Affair – album amerykańskiego muzyka Raya Charlesa, wydany w 1996 roku. Znajdują się na nim piosenki w charakterystycznym stylu Charlesa, łączące blues, R&B, soul oraz muzykę popularną. Mimo to, żaden z utworów nie stał się dużym hitem, a krytycy określili album jako nudny i monotonny w porównaniu do wcześniejszych płyt Raya. W latach 90. muzyk wydawał albumy studyjne co trzy lata; Strong Love Affair był trzecim z nich.

## Lista utworów
| 1.  | „All She Wants to Do Is Love Me” (Niles, Spalding) | 4:15  |
|     |                                                    |       |
| 2.  | „Say No More” (Bird, Papadiamandis)                | 4:19  |
|     |                                                    |       |
| 3.  | „No Time to Waste Time” (Niles, Spalding)          | 3:38  |
|     |                                                    |       |
| 4.  | „Angelina” (Koppang)                               | 4:06  |
|     |                                                    |       |
| 5.  | „Tell Me What You Want Me to Do” (Charles)         | 5:21  |
|     |                                                    |       |
| 6.  | „Strong Love Affair” (Osborne)                     | 4:08  |
|     |                                                    |       |
| 7.  | „Everybody’s Handsome Child” (Niles, Spalding)     | 3:56  |
|     |                                                    |       |
| 8.  | „Out of My Life” (Meinardi, Musumara, Welsman)     | 4:25  |
|     |                                                    |       |
| 9.  | „The Fever” (Black, Thompson, Whitlock)            | 3:46  |
|     |                                                    |       |
| 10. | „Separate Ways” (Breslin, Papadiamandis)           | 4:07  |
|     |                                                    |       |
| 11. | „I Need a Good Woman Bad” (Cason)                  | 4:59  |
|     |                                                    |       |
| 12. | „If You Give Me Your Heart” (Lewis)                | 4:27  |
|     |                                                    |       |
|     |                                                    | 51:27 |
|     |                                                    |       |